# 김길식
김길식(한국 한자: 金吉植, 1978년 8월 24일 ~ )은 대한민국의 은퇴한 축구 선수이자 현 축구 지도자로 선수 시절 포지션은 미드필더였으며 현재 충북청주 FC 감독이다.

## 개요
풍생고등학교, 단국대학교를 졸업하였다. 루마니아 리가 I에서 활약할 당시, 팀 동료들이 김길식이 많은 연봉을 받는 대한민국에서 상대적으로 적은 연봉을 받는 루마니아로 오자 '크레이지(Crazy)'라는 별명으로 불렀다. 이름이 '김길식'인 것에 착안하여 '길삼이'라는 별명이 붙기도 하였다. 루마니아에서 활약하자 한국에서는 루마니아 특급이라는 새로운 별명이 생겼다.

## 클럽 경력
2001년 전남 드래곤즈에 입단하여 K리그에 데뷔했으나, 그 해 초 큰 부상을 당하였다. 3개월 뒤 재활에 성공하였으나 부상이 재발하였고, 2002년 주전 경쟁에서 밀려 1군 출장 기회를 거의 갖지 못하여 2군리그에서 머물렀다. 2003년 1군 무대로 복귀하였으나, 공백 기간을 극복하지 못하여 주전 확보에 실패하였다. 결국 2004년 남기일을 상대로 제주 유나이티드 FC에 트레이드되어 2006년까지 활약했다. 이후 2007년 루마니아 리가 I의 FC 오첼룰 갈라치로 이적하여 2007년 3월 2일 입단한 지 2경기 만인 루마니아 컵 8강전에서 FC 스테아우아 부쿠레슈티를 상대로 자신의 루마니아 무대 데뷔골을 터뜨린 뒤 3월 5일 리그 경기에서 FC 체아흘러울 피아트라네암츠를 상대로 2경기 연속골을 터뜨렸으며 3월 10일 리그 경기에서 FC 프로그레술 부쿠레슈티를 상대로 3경기 연속골을 기록하는 등 좋은 활약을 펼쳤다. 이러한 활약에 FC 스테아우아 부쿠레슈티로부터 이적설이 떠돌기도 하였으나 2007년 팀의 UEFA 인터토토컵 우승과 함께 UEFA 유로파리그 진출에 공헌하였다. 또한 2007-08 시즌에서도 40여 미터 단독 돌파에 이어 결승골 어시스트를 기록하는 등 뛰어난 활약을 펼쳤으나, 시즌 개막전에서 입은 허리 부상의 치료를 위해 국내로 일시 복귀하면서 구단과 갈등을 빚었다. 게다가 연봉도 제 때 지급되지 못하여 구단과 법적 공방을 겪게 되었고 결국 2008년 K리그의 대전 하나 시티즌로 이적하였다. 하지만 FC 오첼룰 갈라치 측에서 국제이적동의서(ITC)를 발급해 주지 않았고, 결국 FIFA까지 개입하여 이적 이후 4개월 만인 2008년 8월 FIFA의 중재로 국제이적동의서가 발급되면서 경기에 뛸 수 있게 되었다. 하지만 연봉 문제로 대전 구단과 마찰을 빚게 되었고 결국 주장으로 선임된 지 얼마 되지 않아 2009년 시즌 직전에 대전과 상호 간에 계약을 해지하고 현역에서 물러났다.

## 국가대표팀 경력
2000년 시드니 올림픽 예선에서 대한민국 U-23 축구 국가대표팀의 일원으로 활약했고 최종 엔트리에 예비 선수로 포함되었다.

## 지도자 경력
은퇴 후 대한축구협회에서 주관하는 2급 지도자 코스를 통과하여 지도자 자격을 얻었고, 2010년 1월 후진 양성을 위해 시흥의 정왕중학교에서 지도자 생활을 시작했다. 2012년 1월 친정 팀 전남 드래곤즈의 스카우트로 발탁되었다. 2013년 광주 FC의 미드필더 전담 코치로 선임되어 팀을 옮겼으나 여범규 감독이 성적 부진으로 사퇴하자 코치직에서 동반 사퇴하였다.
2014년에는 U-16 청소년 국가대표팀 코치로 선임됐다.
2019년에 K리그2 대전 시티즌의 코치로 부임했다.
2020시즌을 앞두고 K리그2의 안산 그리너스 FC의 감독을 맡으며 처음으로 프로팀 감독을 맡게 되었다.

## 경력 목록

### 클럽 경력
- 2001년 ~ 2003년  전남 드래곤즈
- 2004년 ~ 2006년 부천 SK, 제주 유나이티드
- 2007년  FC 오첼룰 갈라치
- 2008년  대전 시티즌

### 지도자 경력
- 2010년 ~ 2012년  정왕중학교 감독
- 2012년  전남 드래곤즈 스카우트
- 2020년 ~  안산 그리너스 감독

## 수상 내역

### 개인
- 1993년 경기도 교육감배 득점상 수상

### 클럽

#### 전남 드래곤즈
- FA컵 준우승 1회 (2003년)

#### FC 오첼룰 갈라치
- UEFA 인터토토컵 우승 1회 (2007년)